# Вулькано
Вулька́но (итал. Isola di Vulcano, сиц. Vurcanu) — маленький вулканический остров в Италии, в Тирренском море. Расположен в 25 километрах к северу от Сицилии, это самый южный из Липарских островов. Остров имеет площадь 21 км², высота острова 499 метров. Остров представляет собой вулканический массив с несколькими кратерами, один из которых — действующий (один из четырёх действующих вулканов Италии). Последнее извержение на Вулькано произошло в 1888—1890 годах. На острове есть фумаролы.

## Рельеф

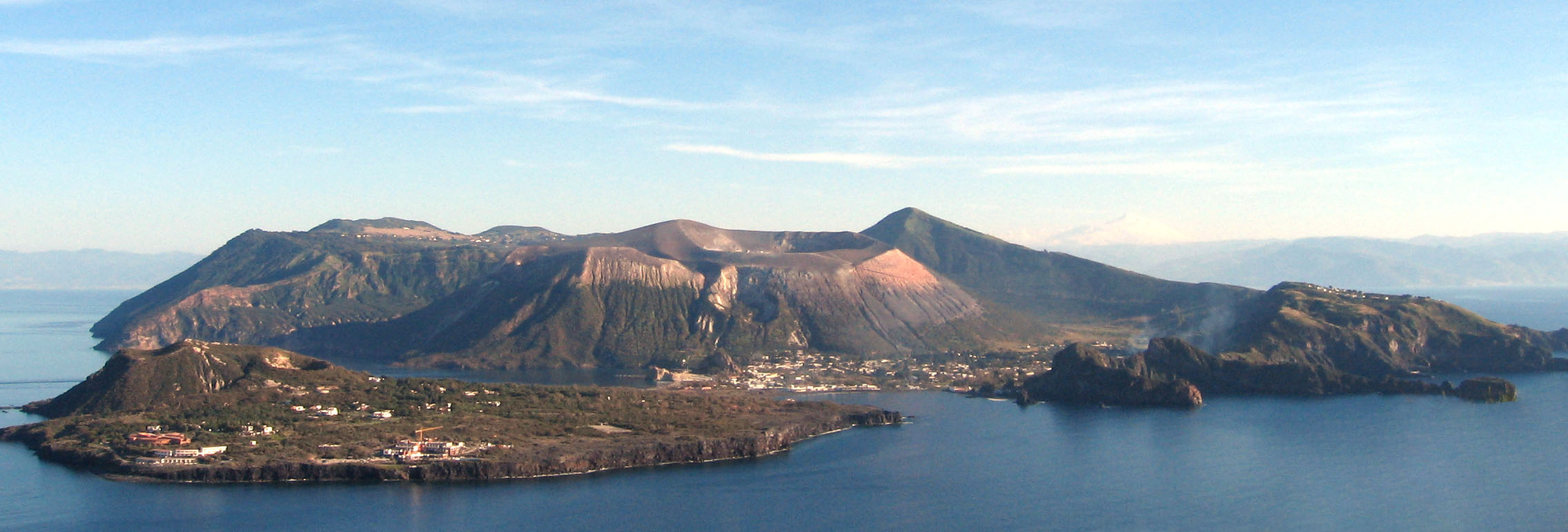
Вид на Вулькано с соседнего острова Липари

Рельеф острова сложный. Южная часть острова наиболее возвышенная. На ней расположены старые конусы стратовулканов — горы Монте-Ариа (499 м, самая высокая точка острова), Монте-Саракена (481 м) и Монте-Лючия (188 м).
В центральной части острова возвышается вулканический конус Фосса, на вершине которого расположен большой кратер. За последние 6000 лет через большой кратер Фосса было минимум 7 крупных извержений, последнее было в 1888—1890 году.
В северной части острова находится гора Вульканелло (123 м), которая соединена с остальным островом узким перешейком. Перешеек во время шторма заливает водой. Вульканелло появился как отдельный остров после извержения в 183 г. до н. э. После извержения 1553 года потоки лавы с Вулькано образовали узкий перешеек и Вульканелло стал полуостровом.

## История
В греческой мифологии остров был домом бога ветров Эола. Римляне верили, что остров служит кузницей бога Вулкана. Со времён Древнего Рима остров был источником строительных материалов — камня и древесины, на острове была добычи серы и квасцов. Вплоть до конца XIX века добыча серы была основным занятием жителей острова.
После объединения Италии в 1860 году британец Джеймс Стивенсен купил северную часть острова и построил виллу. Он закрыл разработки серы и квасцов и на плодородных вулканических почвах острова разбил виноградники. Виноград острова использовался для изготовления вина мальвазия.

## Современность
В настоящее время на острове живёт 470 человек (2008). Жители заняты в основном обслуживанием туристов. Остров расположен всего в нескольких минутах хода на судне на подводных крыльях от соседнего острова Липари, на котором расположено несколько отелей и кафе. Вулькано привлекает туристов своими пляжами, горячими источниками и серными грязевыми ваннами.

## Галерея

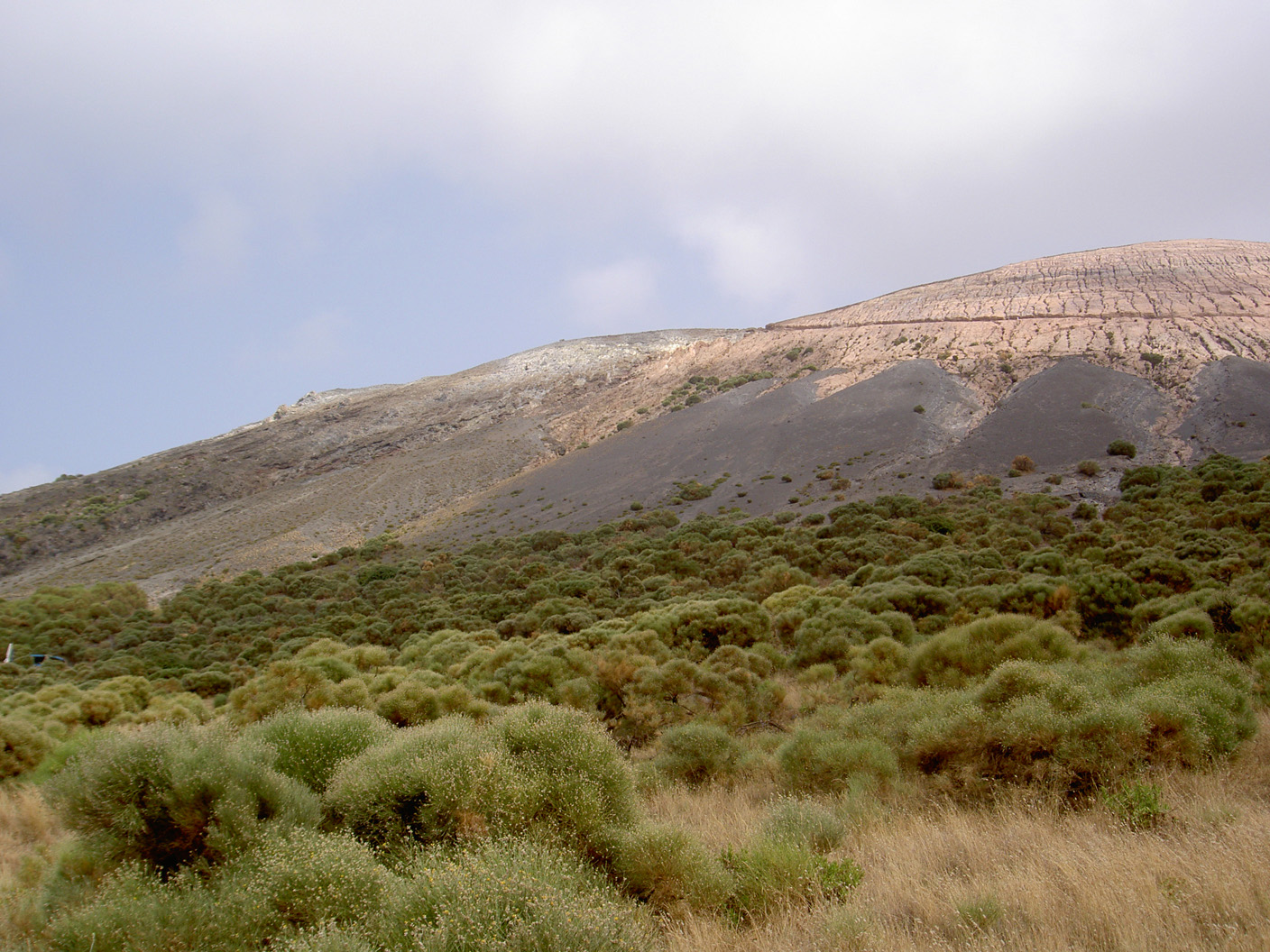
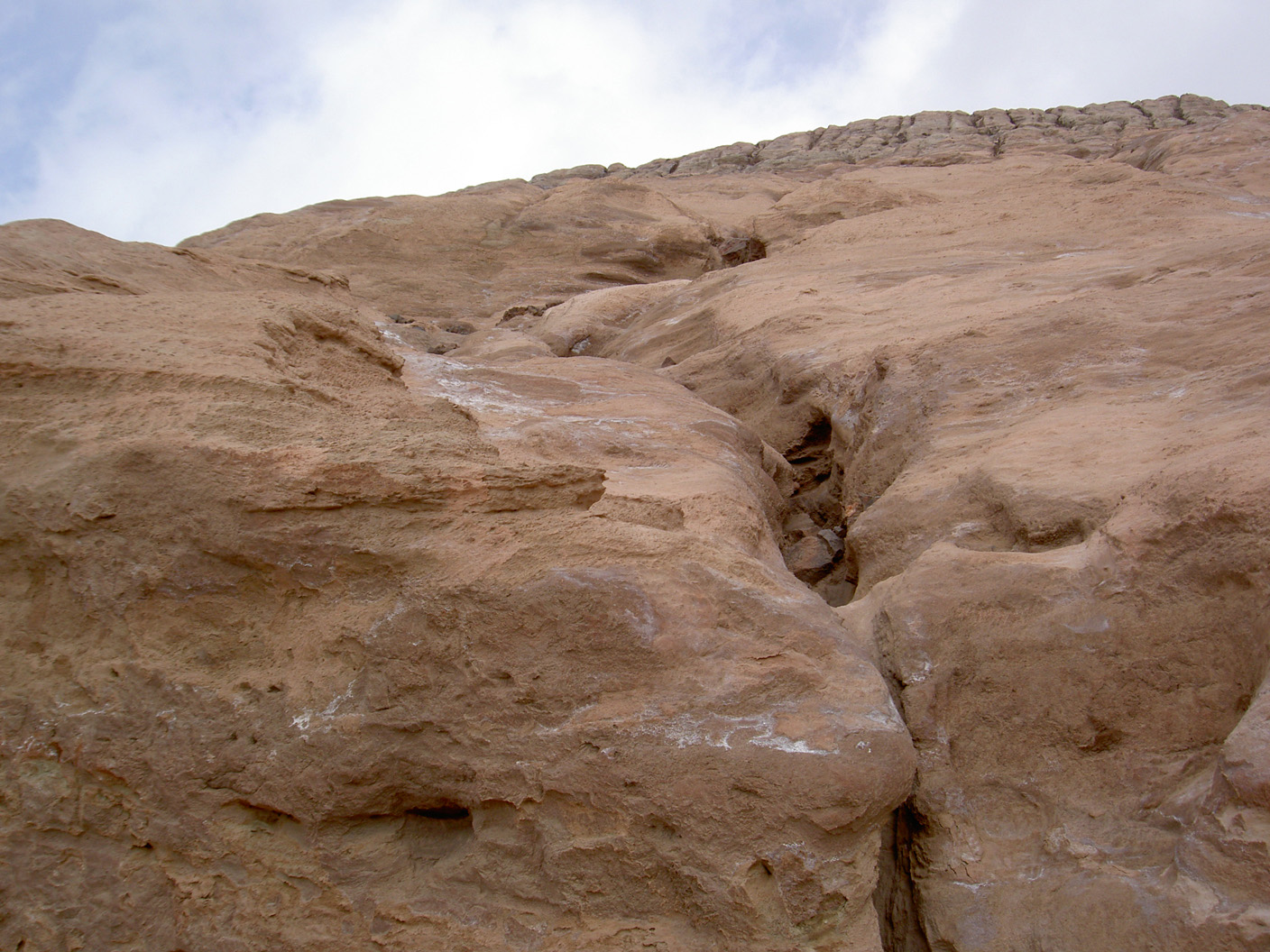
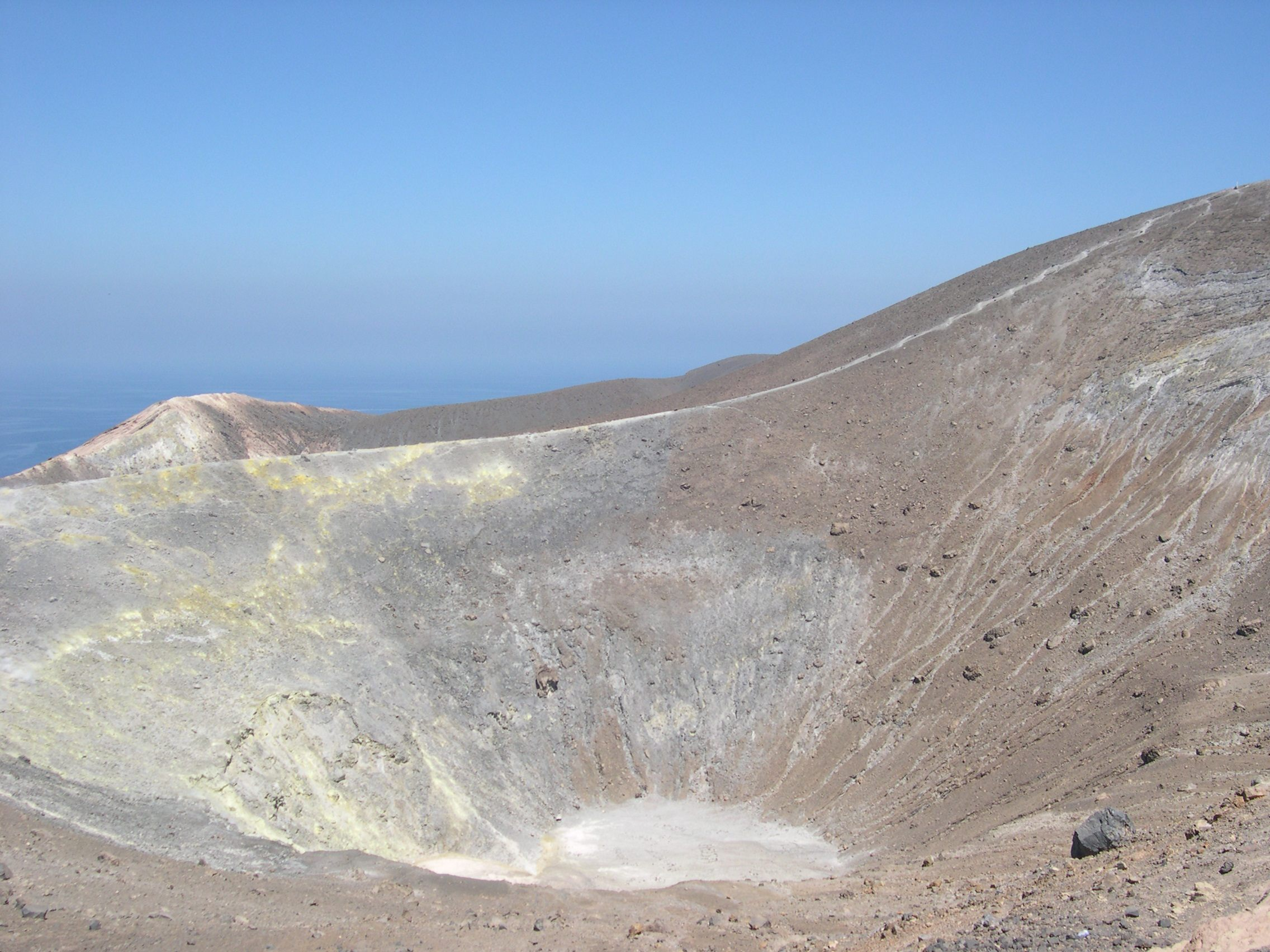
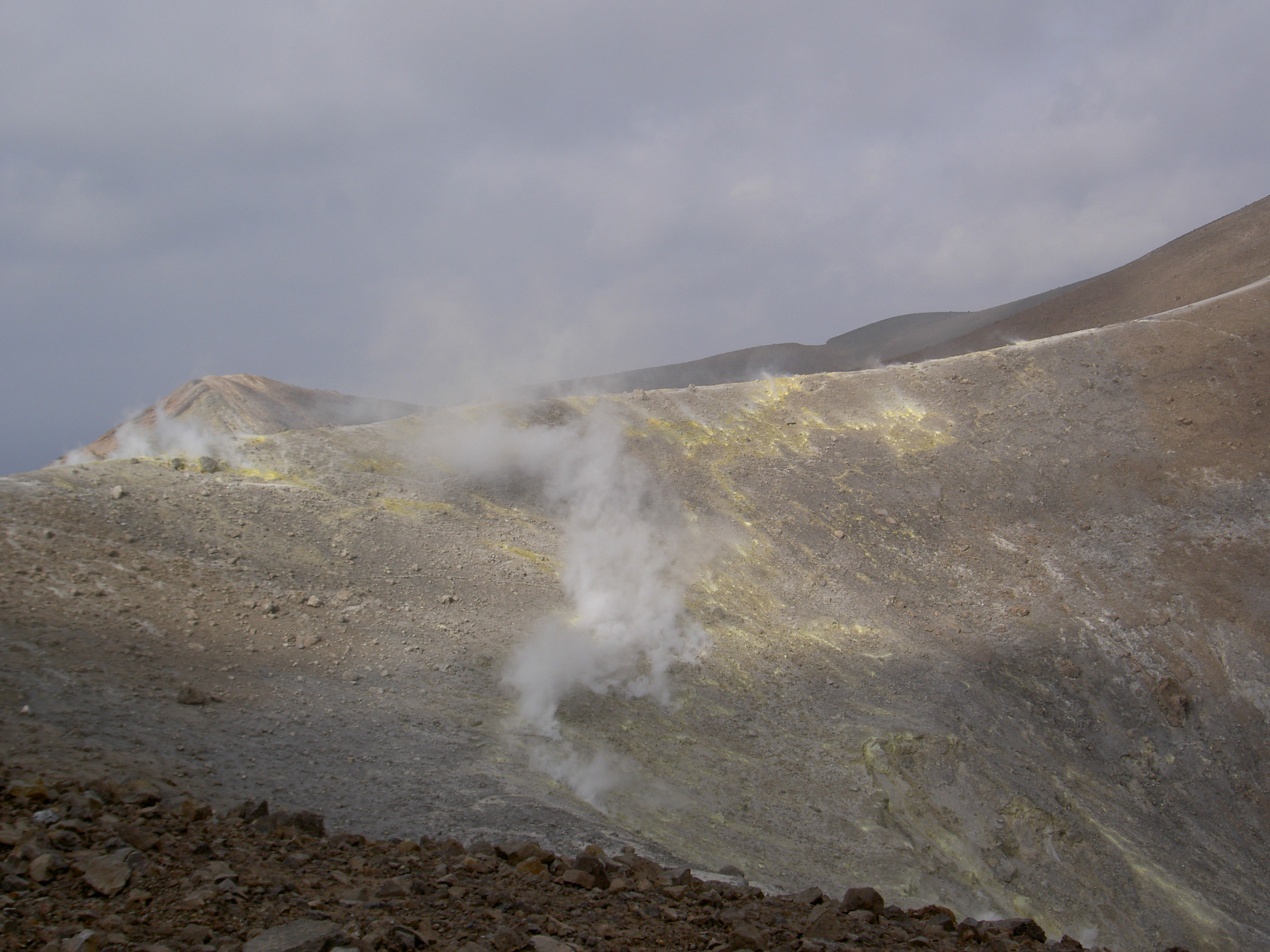
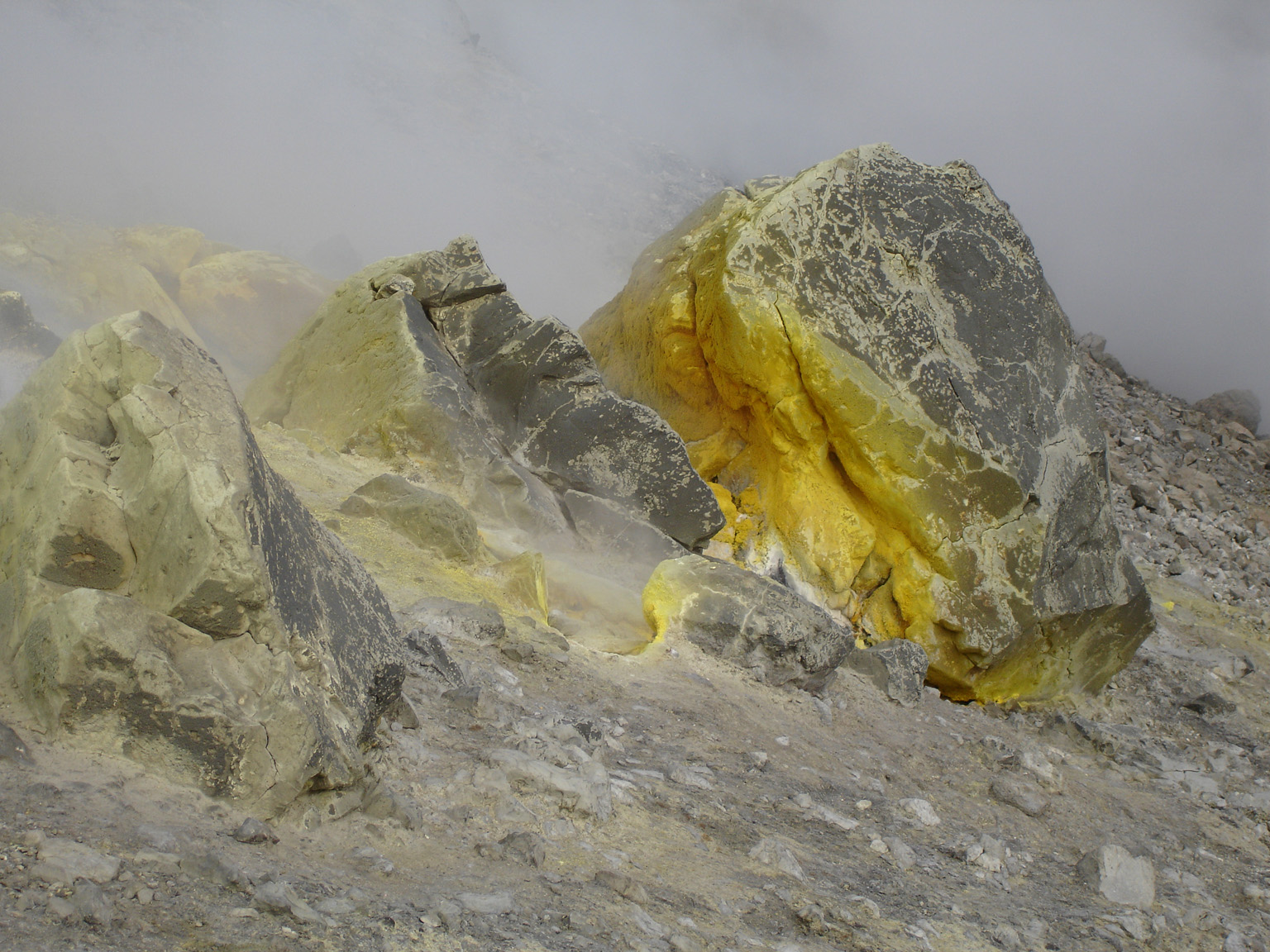
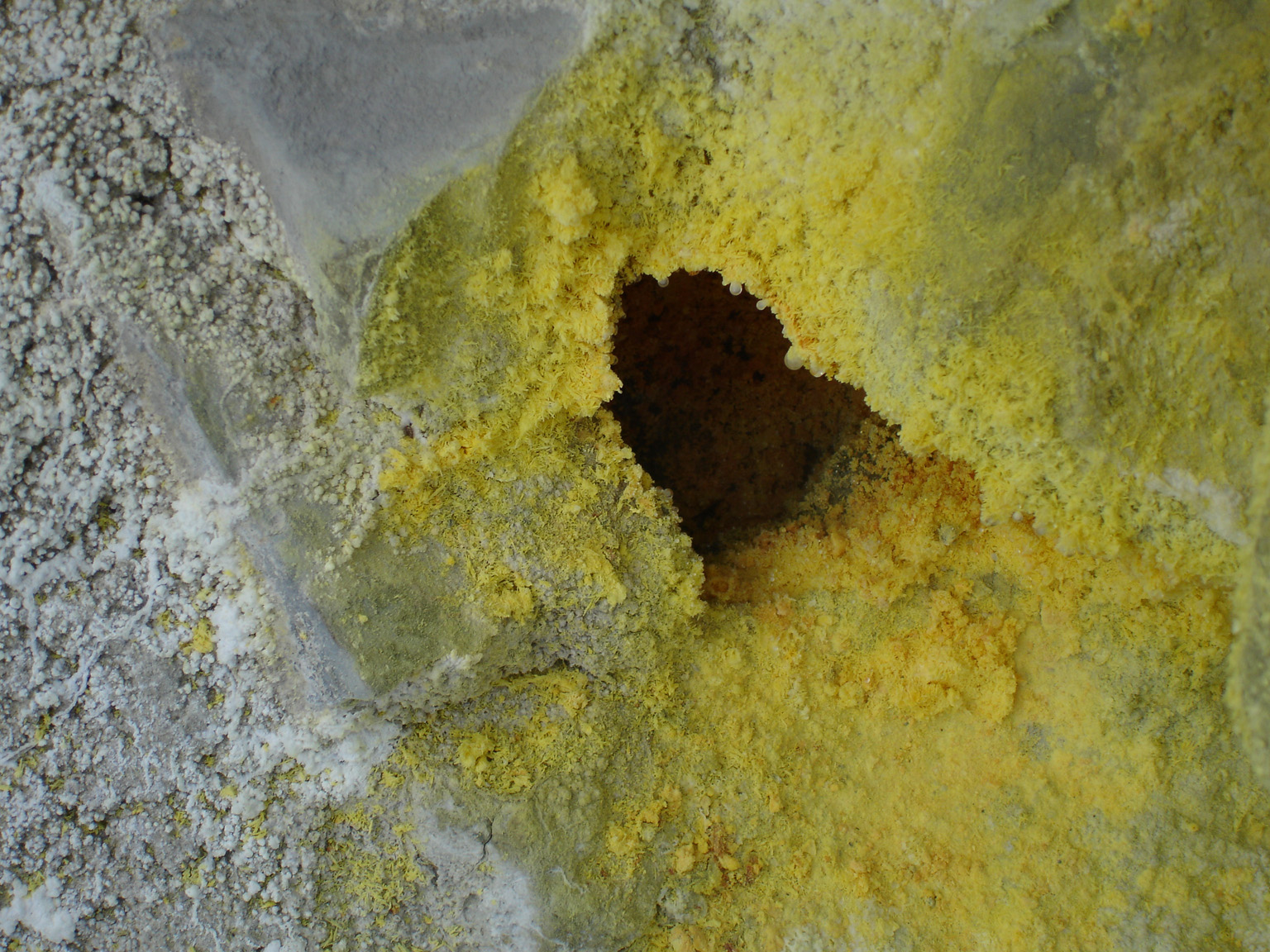
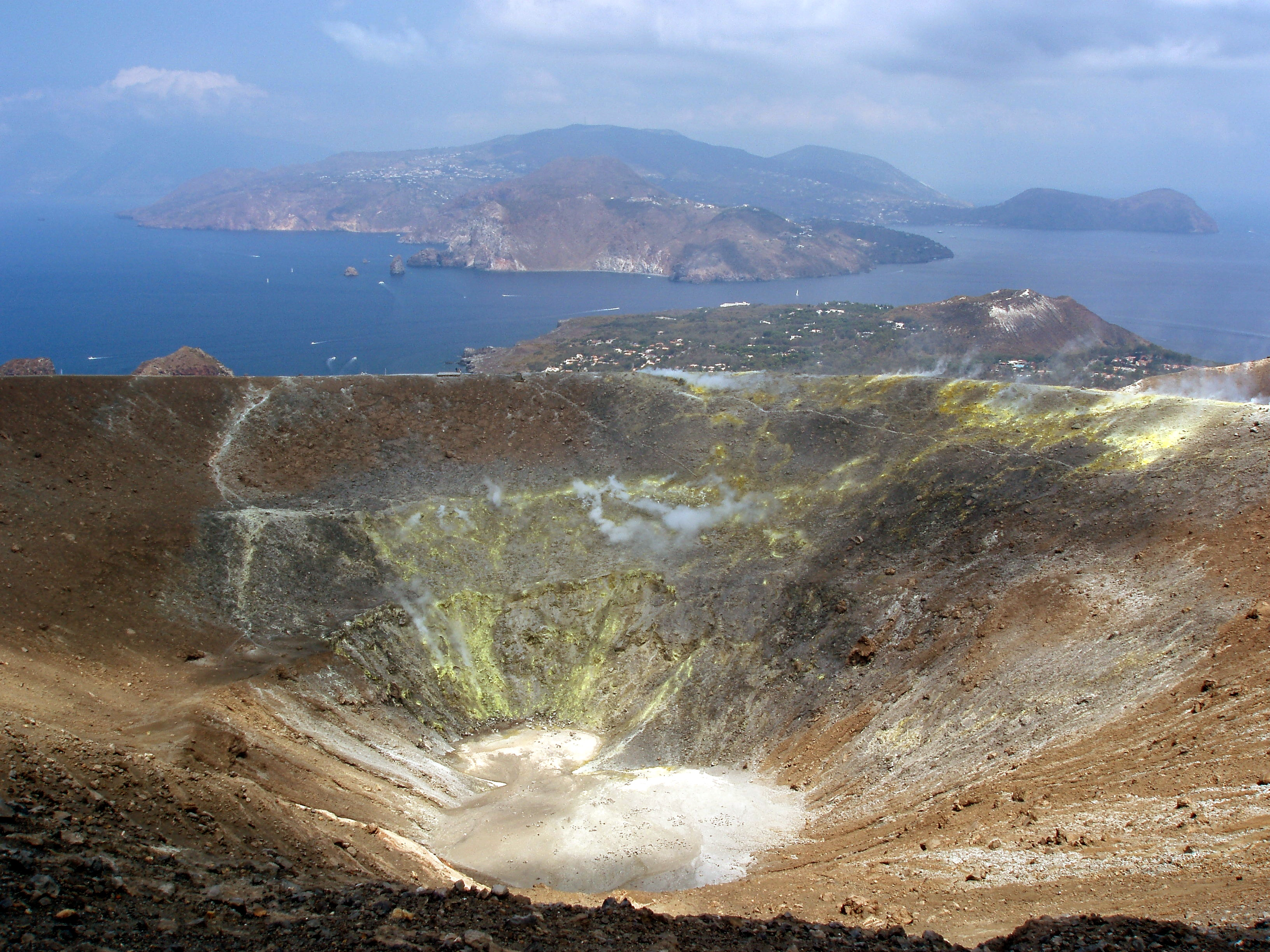
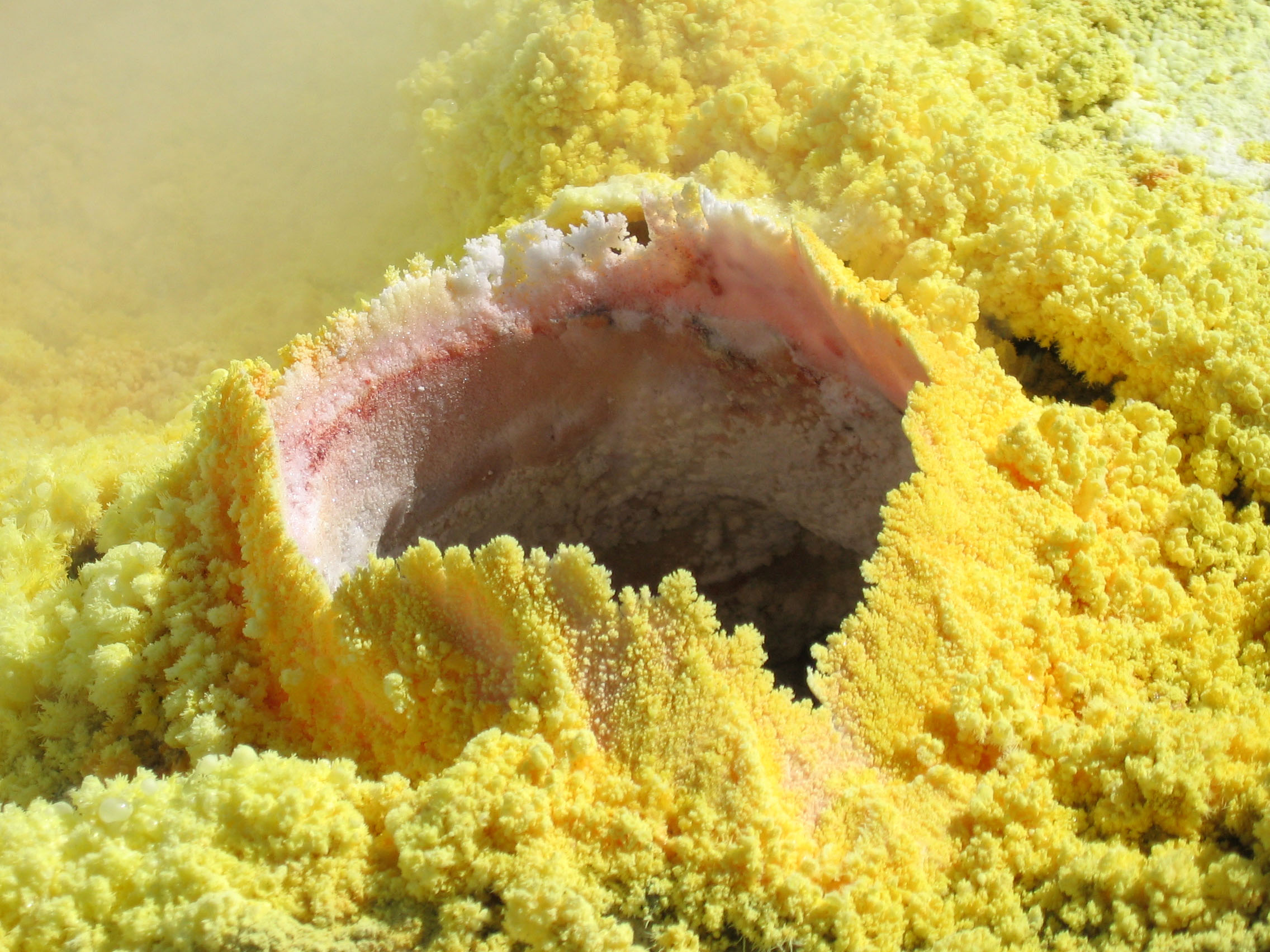